# 青龙寺站
青龙寺站是一个成昆铁路上的车站，位于云南省昆明市安宁市青龙街道，建于1966年，于2008年、2018年、2020年先后三次扩能改造。设到发线9条。
青龙寺站目前为四等站，隶属昆明铁路局管辖，西距广通站103公里，成都站1050公里，东距昆明站50公里。该站不办理客运业务；货运：办理整车、零担货物发到；危险货物仅办理农药、化肥发到。